# Madeleine de Brandebourg
Madeleine de Brandenbourg, née le 7 janvier 1582 et morte le 4 mai 1616, est la fille de Jean II Georges de Brandebourg et de sa troisième femme Élisabeth d'Anhalt-Zerbst. Elle fut l'épouse de Louis V de Hesse-Darmstadt.

## Ancêtres
| Magdalena von Brandenburg | Père : Jean II Georges de Brandebourg | Grand-père paternel : Joachim II Hector de Brandebourg | Arrière-grand-père paternel : Joachim Ier Nestor de Brandebourg      |
| Magdalena von Brandenburg | Père : Jean II Georges de Brandebourg | Grand-père paternel : Joachim II Hector de Brandebourg | Arrière-grand-mère paternelle : Élisabeth de Danemark                |
| Magdalena von Brandenburg | Père : Jean II Georges de Brandebourg | Grand-mère paternelle : Madeleine de Saxe              | Arrière-grand-père paternel : Georges de Saxe                        |
| Magdalena von Brandenburg | Père : Jean II Georges de Brandebourg | Grand-mère paternelle : Madeleine de Saxe              | Arrière-grand-mère paternelle : Barbara Jagellon                     |
| Magdalena von Brandenburg | Mère : Élisabeth d'Anhalt-Zerbst      | Grand-père maternel : Joachim-Ernest d'Anhalt          | Arrière-grand-père maternel : Jean V d'Anhalt-Dessau                 |
| Magdalena von Brandenburg | Mère : Élisabeth d'Anhalt-Zerbst      | Grand-père maternel : Joachim-Ernest d'Anhalt          | Arrière-grand-mère maternelle : Marguerite de Brandebourg            |
| Magdalena von Brandenburg | Mère : Élisabeth d'Anhalt-Zerbst      | Grand-mère maternelle : Agnès de Barby-Mühlingen       | Arrière-grand-père maternel : Wolfgang Ier, comte de Barby-Mühlingen |
| Magdalena von Brandenburg | Mère : Élisabeth d'Anhalt-Zerbst      | Grand-mère maternelle : Agnès de Barby-Mühlingen       | Arrière-grand-mère maternelle : Agnès de Mansfeld                    |

## Descendance
Dans son mariage, Madeleine a eu douze enfants, cinq garçons et sept filles.
- Élisabeth-Madeleine (1600–1624) qui épousa en 1617 Louis-Frédéric de Wurtemberg
- Anne-Éléonore (1601–1659) qui épousa en 1617 Georges de Brunswick-Calenberg
- Marie (1602−1610)
- Sophie-Agnès (1604–1664) qui épousa en 1624 Jean-Frédéric de Palatinat-Soulzbach-Hilpoltstein
- Georges II (1605–1661), landgrave de Hesse-Darmstadt, qui épousa en 1627 Sophie-Éléonore de Saxe
- Julienne de Hesse-Darmstadt (1606–1659) qui se maria en 1631 avec Ulrich II de Frise orientale
- Amalie (1607–1627)
- Jean (1609–1651), landgrave de Hesse-Braubach qui épousa en 1647 la comtesse Jeannette de Sayn-Wittgenstein
- Heinrich (1612–1629)
- Edwige (1613–1614)
- Louis (*/† 1614),
- Frédéric (1616–1682), cardinal à l'archidiocèse de Wrocław